# Flagge New Yorks

Flagge von New York

Gouverneursflagge

Die Flagge von New York besteht aus dem Wappen des Bundesstaats auf blauem Hintergrund. Es zeigt zwei Schildhalterinnen:
- Links: Die Göttin Libertas mit einer Phrygischen Mütze auf ihrem Stab. Ihr linker Fuß steht auf einer Krone als Symbol für die Freiheit von Großbritannien.
- Rechts: Die Göttin Justitia mit Waage und Schwert.

Siegel New Yorks

Die unheraldische Landschaft des Hudson Rivers auf dem Schild zeugt von der modernen Herkunft des Wappens. Die zwei Schiffe repräsentieren den Binnen- und Außenhandel, die beide sehr wichtig für New York sind. Als Wappentier steht ein Adler über einem Globus.
Das Motto des Staates New York – „Excelsior“ – kommt aus dem Lateinischen und bedeutet „stets aufwärts“.
Das Wappen der Flagge wurde 1778 angenommen. Die heutige Flagge ist eine moderne Version der revolutionären Kriegsflagge. Das Original befindet sich im Albany Institute of History & Art.
Am 2. April 1901 wurde ein Gesetz erlassen, das den Hintergrund von gelbbraun zu blau änderte.

## Frühere Flaggen

Flagge New Yorks (1778–1901) Seitenverhältnis: 1:2
Flagge New Yorks (1901–2020) Seitenverhältnis: 1:2